# Néomis animation
Néomis Animation est un studio d'animation spécialisé dans le développement de contenus animés pour les films, la télévision ou les publicités.
Il est localisé à Paris et a été créé en janvier 2004 par 22 salariés à la suite de la fermeture du studio Walt Disney Animation France de Montreuil.
Le studio Néomis Animation est un membre actif du pôle de compétitivité d'Ile-de-France Cap digital.
Il est dirigé par Bruno Gaumétou.

## Historique
La société n'ayant pas atteint ses objectifs est dissoute en 2014.

## Films
- 2006 : Astérix et les Vikings (additional animation)
- 2006 : Georges le petit curieux (layout, character animation, clean up, EFX, digital paint, backgrounds)
- 2010 : L'Illusionniste (film, 2010) (character design, character animation et clean up studio)
- 2011 : Titeuf, le film (producteur exécutif de l’animation et lead studio)

## Série TV
- 2007 : Rubrique à brac (pilote de série produit par Hyphen)(producteur exécutif de l’animation et lead studio)

## Cinématique vidéo
- 2006 : Prince of Persia (jeu vidéo, 2008) (produit par Ubisoft)(producteur exécutif de l’animation et lead studio)
- 2006 : Révolution (producteur d’animations texturées)